# Pavel Janáček

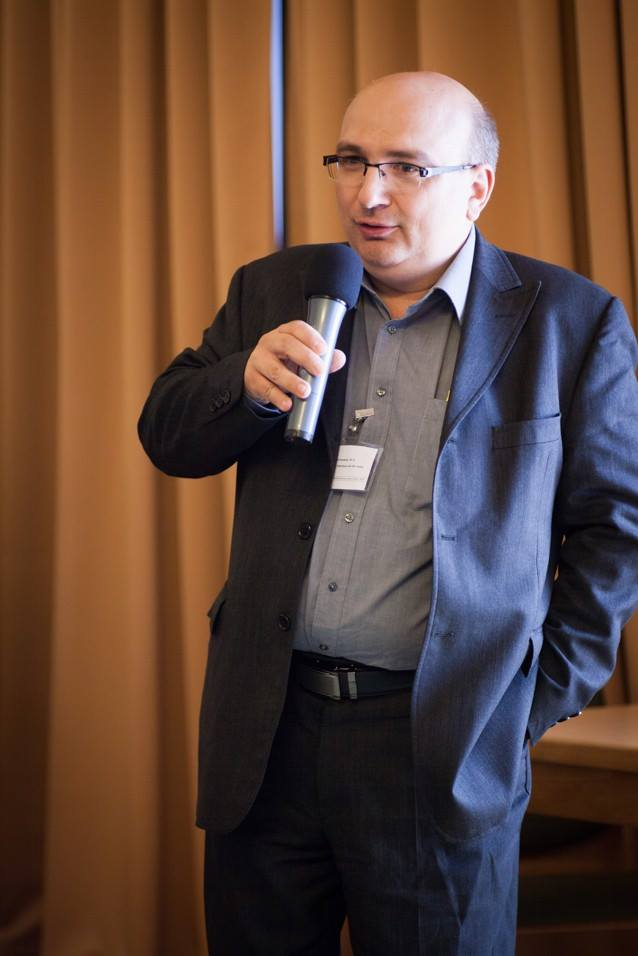
Pavel Janáček während des 5. Weltkongress der Bohemistik

Pavel Janáček (* 16. Januar 1968 in Prag) ist ein tschechischer Literaturhistoriker und -kritiker. Zu seinen Hauptinteressen gehören Unterhaltungsliteratur und die literarische Kultur des 19. und besonders des 20. Jahrhunderts. In neuerer Zeit spezialisiert er sich vor allem auf die Geschichte der Zensur und sozialen Regulierung von Literatur.

## Leben
Nachdem es ihm aus politischen Gründen nicht möglich war, an der philosophischen Fakultät der Karls-Universität Prag zu inskribieren, absolvierte er ein Studium an der Wirtschaftsuniversität Prag. Von 1990 bis 1995 schrieb er als Kulturjournalist für die Lidové noviny und war dann von 1995 bis 1996 Redaktor der Zeitschrift Tvar. Seit 1995 arbeitet er im Institut für tschechische Literatur (Ústav pro českou literaturu) der Tschechischen Akademie der Wissenschaften. Dort war er zunächst in der Abteilung für Gegenwartsliteratur tätig, bevor er 2003 die Abteilung für die Erforschung der literarischen Kultur gründete. Von 2010 bis 2020 war er Direktor des Instituts. Seit 2021 ist er im Akademischen Rat der Tschechischen Akademie der Wissenschaften für Bauwesen und Eigentum zuständig.
Zudem unterrichtete er von 2003 bis 2010 am Institut für tschechische Literatur und Komparatistik der Philosophischen Fakultät der Karls-Universität Prag. Im Radiosender Vltava des Tschechischen Rundfunks moderierte er lange Zeit Sendereihen („Slovo o literatuře“ (Ein Wort zur Literatur) und "Kritický klub"), in denen er mit wechselnden Gästen Neuerscheinungen der tschechischen Belletristik diskutierte.

## Schriften
- mit Michal Jareš: Svět rodokapsu. Komentovaný soupis sešitových románových edic 30. a 40. let 20. století. Karolinum, Praha 2013, ISBN 978-80-246-0640-8.
- Literární brak: operace vyloučení, operace nahrazení, 1938–1951. Host, Brno 2004, ISBN 80-7294-129-1.
- mit Hana Dočekalová u. a.: Sedm století Slavětína: malá knížka k velkému výročí obce. Obec Slavětín, Slavětín 2014, ISBN 978-80-260-6161-8.
- mit Michael Wögerbauer, Petr Píša, Petr Šámal u. a.: V obecném zájmu. Cenzura a sociální regulace literatury v moderní české kultuře, 1749–2014. Academia - Ústav pro českou literaturu AV ČR, Praha 2015, ISBN 978-80-200-2491-6.
- Petr Šámal, Tomáš Pavlíček, Vladimír Barborík, Pavel Janáček (Hrsg.): Literární kronika první republiky. Události - díla - souvilosti. Academia - Památník národního písemnictví - Ústav pro českou literaturu AV ČR, Praha 2018, ISBN 978-80-200-2909-6. (Literarische Chronik der Ersten tschechoslowakischen Republik. Ereignisse - Werke - Zusammenhänge)